# Kárminvörös tinóru
A kárminvörös tinóru (Rubroboletus dupainii) a tinórufélék családjába tartozó, Dél-Európában honos, savanyú talajú melegkedvelő tölgyesekben élő, nyersen mérgező gombafaj. 

## Megjelenése
A kárminvörös tinóru kalapja 6-10 cm széles, alakja fiatalon félgömbszerű; később domborúvá válik, majd laposan kiterül. Felülete csupasz, nedvesen ragadós, szárazon fénylő. Színe narancs-, vér- vagy bíborvörös.
Húsa vastag, fiatalon kemény, később megpuhul. Színe világos krémsárgás, a tönk tövében vörösen foltos; sérülésre kékül. Íze enyhe vagy kissé savanykás, szaga kellemes. 
Termőrétege csöves, a tönknél kis árokkal felkanyarodik. A pórusok szűkek, a pórusok narancs- vagy vérvörösek, a csövek sárgák; sérülésre kékülnek, idősen olajbarnásak.
Tönkje 5-10 cm magas és 2-4 cm vastag. Alakja bunkós vagy hengeres, a tövénél kissé gyökerező. Alapszíne sárga, amely vörösen szemcsés-korpás, esetleg a tetején finoman hálózatos. Sérülésre, nyomásra kékül.
Spórapora sötét olívbarna. Spórája orsó alakú, sima, mérete 10-13 x 4-5,2 µm.

### Hasonló fajok
Hasonlít hozzá az ehető piros tinóru, a nyersen mérgező vörös tinóru és a céklatinóru vörös kalapú változata.

## Elterjedése és termőhelye
Európában középső és déli részén, valamint Észak-Amerikában honos. Magyarországon nagyon ritka.
Savanyú talajú melegkedvelő tölgyesekben nő, tölgy vagy szelídgesztenye mikorrhizás partnereként.  sokszor csoportosan. Nyártól őszig terem.
Nyersen mérgező, csak alapos főzés után fogyasztható. Magyarországon védett, természetvédelmi értéke 10 000 Ft.   

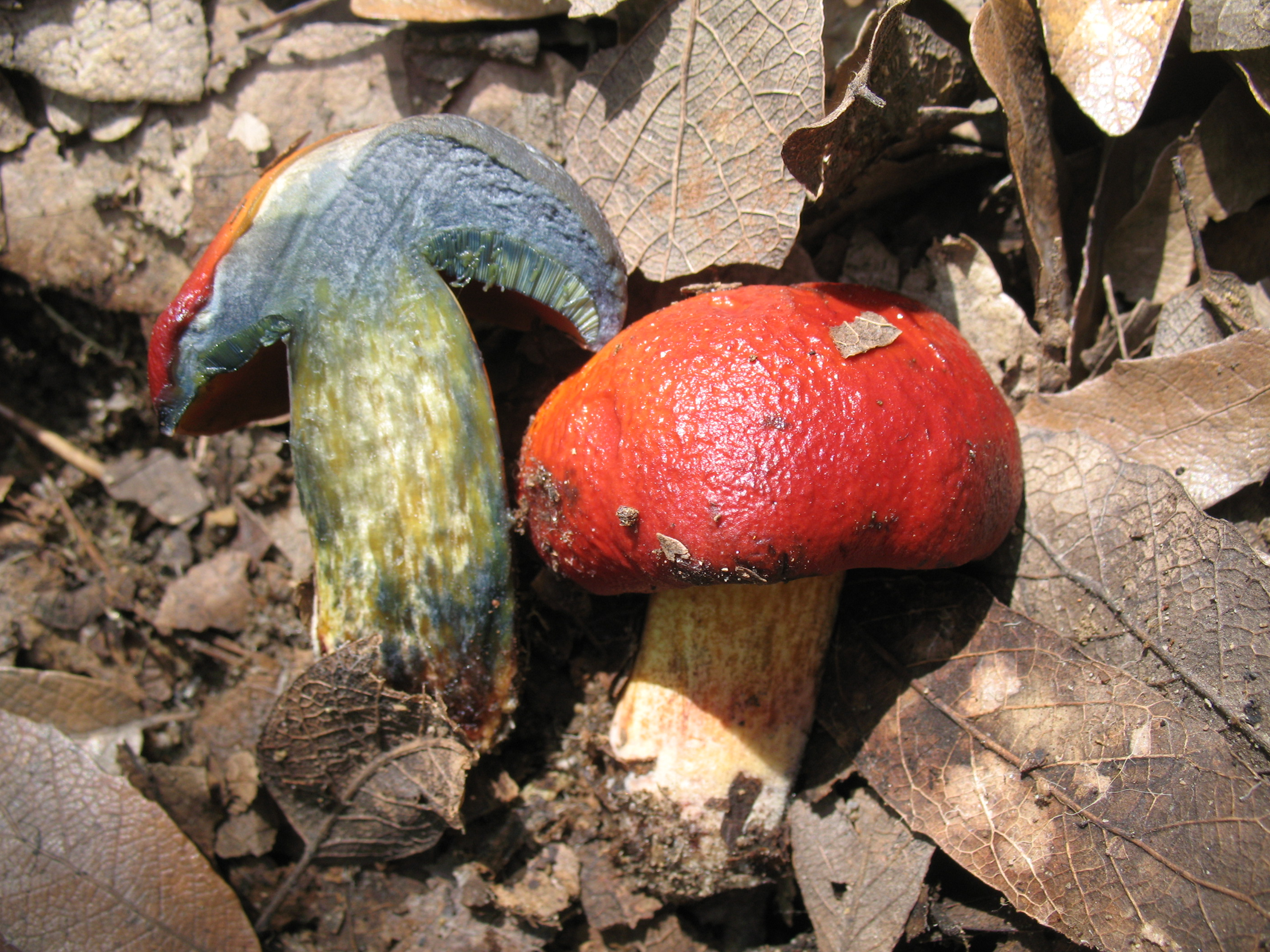
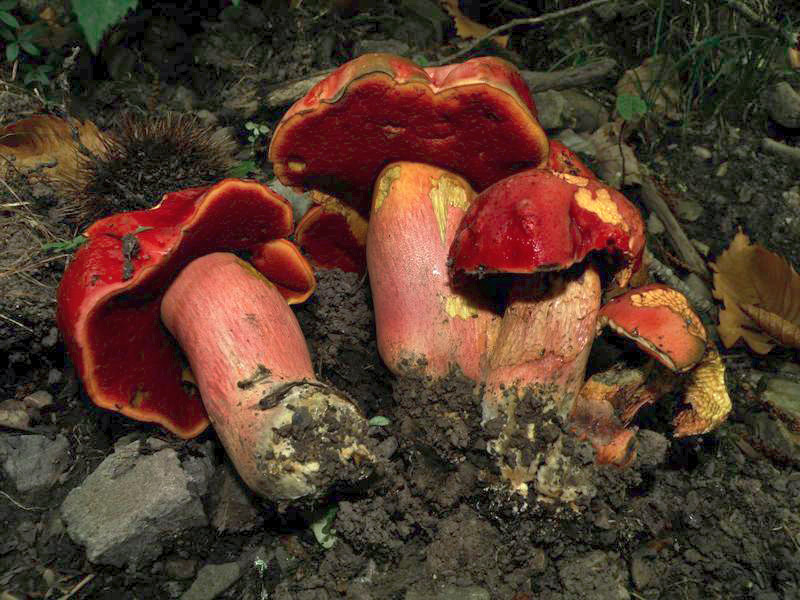
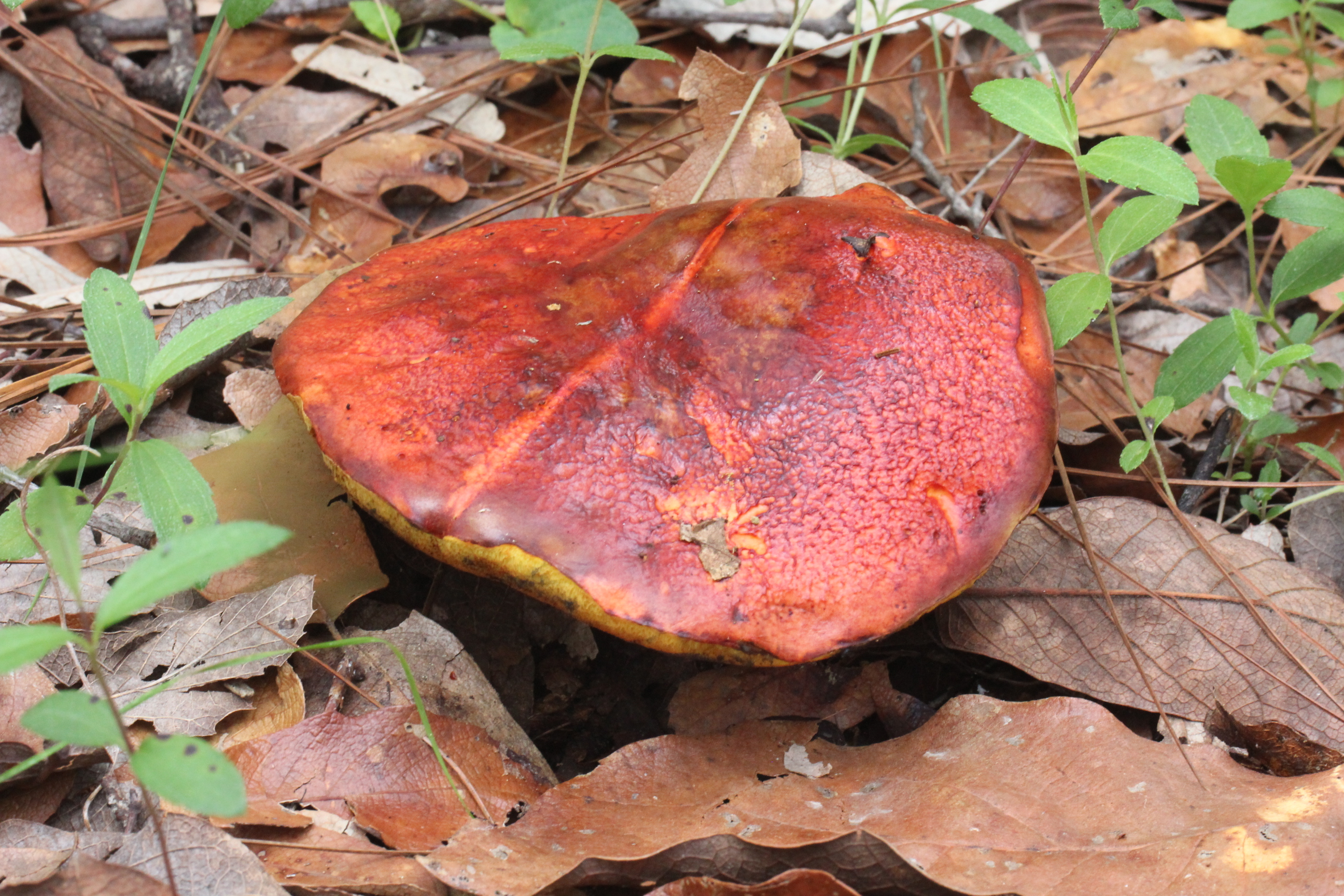
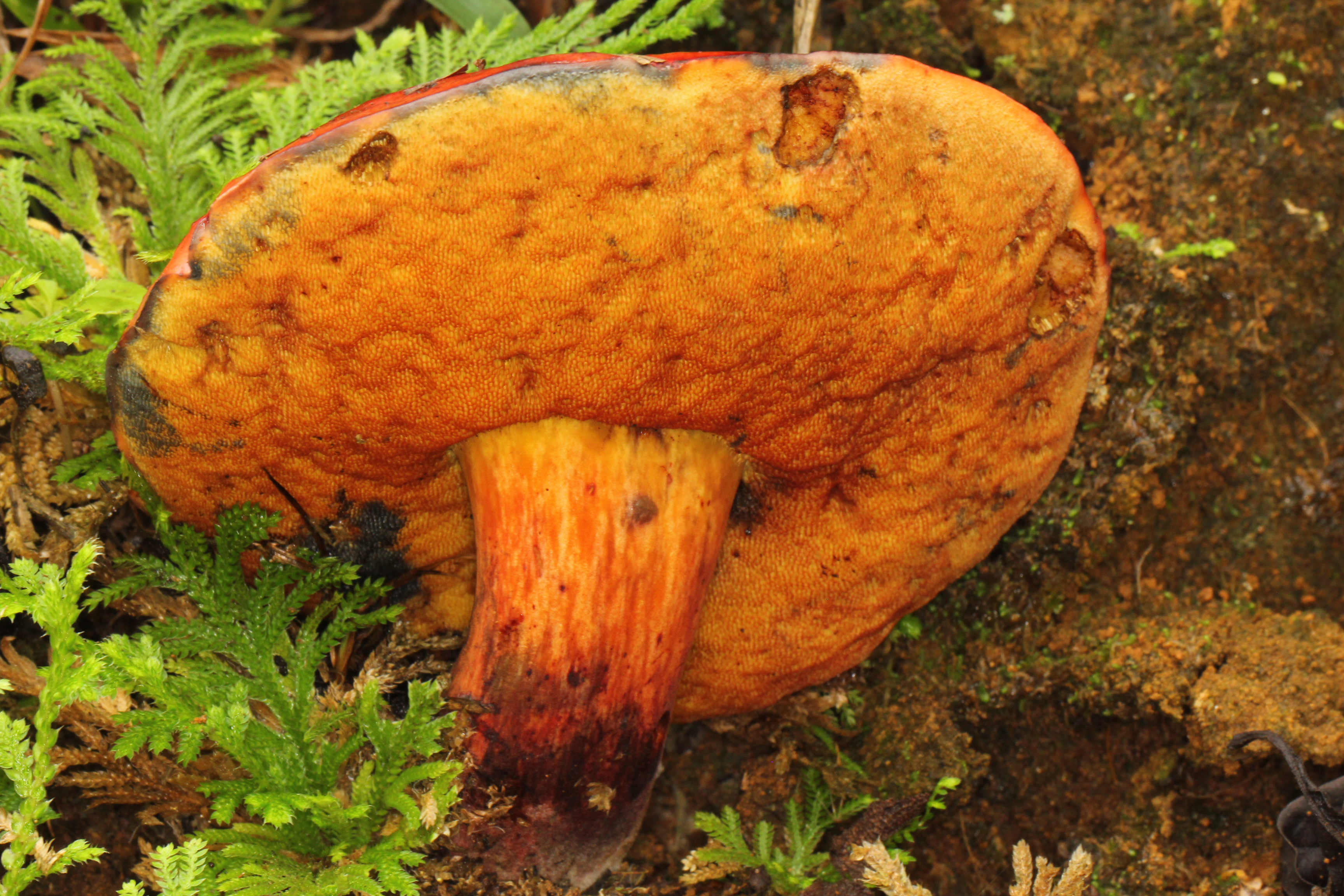
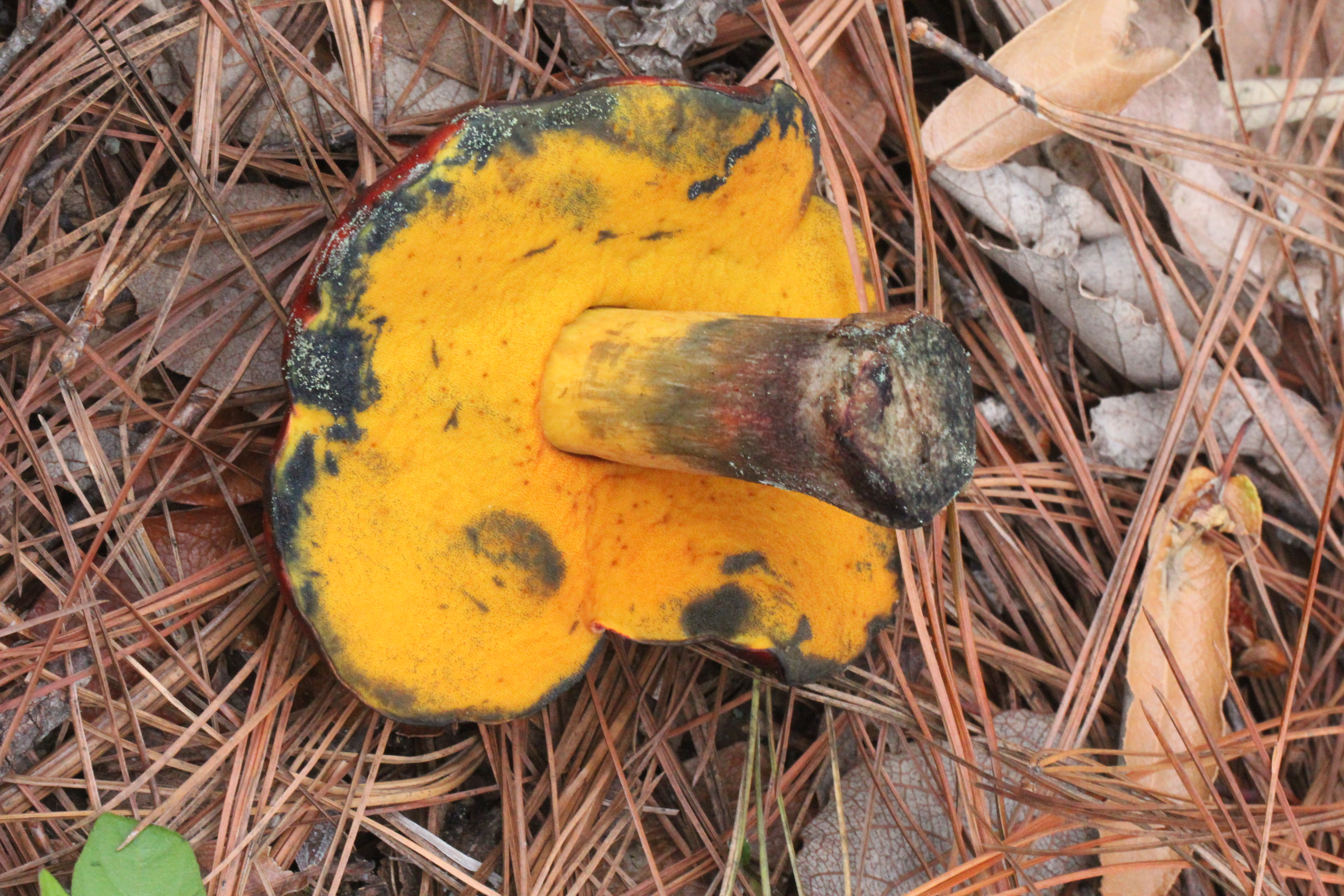